# Tin Jedvaj
Tin Jedvaj (Zagreb, 28 de novembro de 1995) é um futebolista croata que atua como zagueiro. Atualmente joga pelo Panathinaikos.

## Carreira
Tin Jedvaj fez parte do elenco da Seleção Croata da Eurocopa de 2016 e da Seleção Croata que foi vice campeã na Copa do Mundo FIFA de 2018.

## Títulos
Dínamo Zagreb
- MAXtv Prva Liga (Primeira Divisão Croata): 2012–13

### Prêmios individuais
- 19º melhor jogador sub-21 de 2016 (FourFourTwo)[3]